# Edward Ingouville-Williams

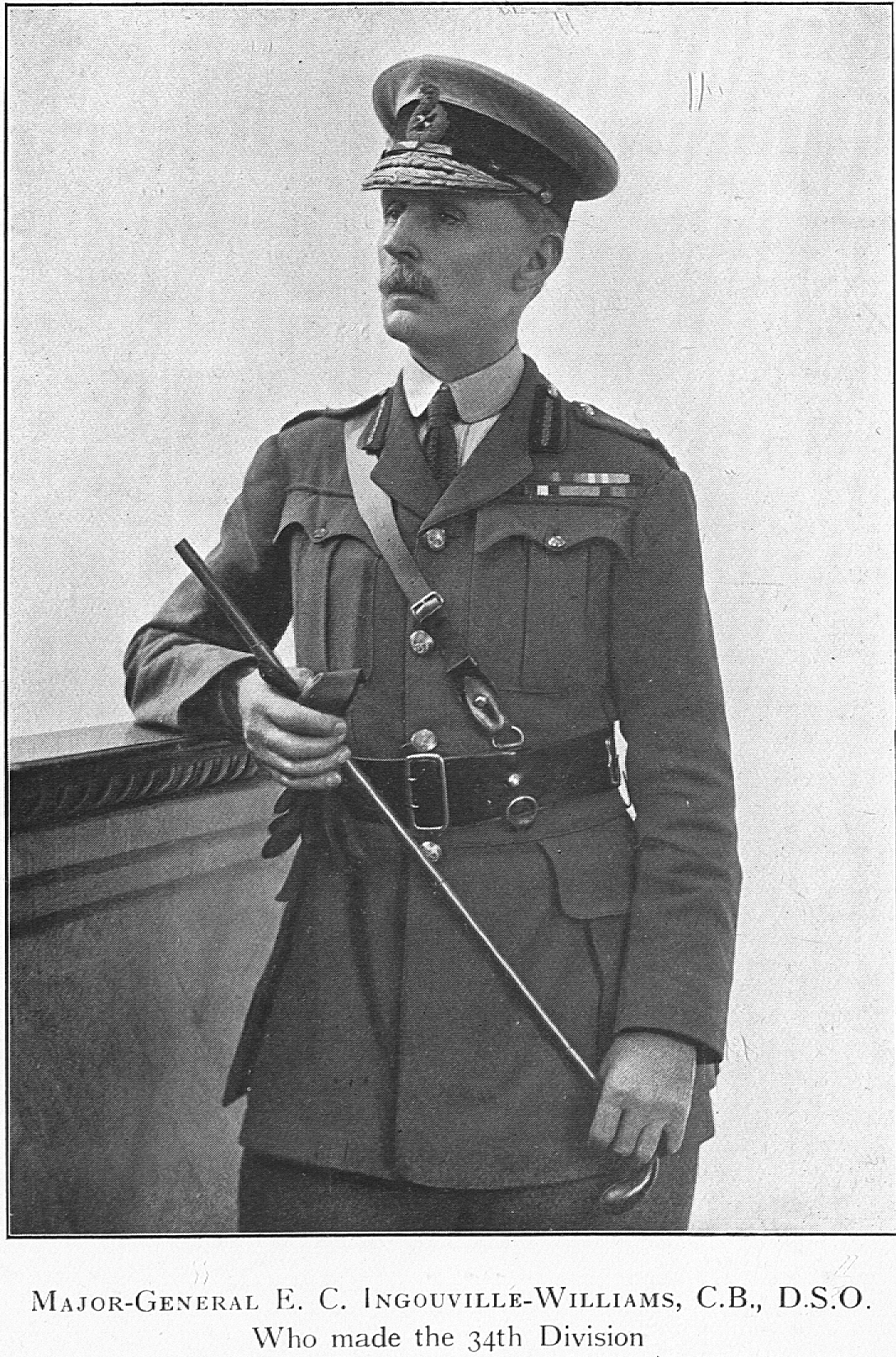
Edward Ingouville-Williams

Edward Charles Ingouville-Williams, CB, DSO (* 13. Dezember 1861 in Purbrook, Hampshire; † 22. Juli 1916 bei Montauban, Département Somme), war ein britischer Major-General im Ersten Weltkrieg.

## Leben
Edward Ingouville-Williams wurde als Sohn von Sir John William Collman Williams (1823–1911), General der Royal Marines, aus dessen Ehe mit Georgiana Isabella Ingouville geboren. Als Edward sechs Jahre war, verstarb seine erst 29-jährige Mutter Georgiana auf Portsea Island, Hampshire.

### Militärkarriere
Edward Charles trat am 23. April 1881 als Second Lieutenant der Buffs (East Kent Regiment) in die British Army ein und wurde am 1. Juli zum Lieutenant befördert.
Er kämpfte während der Gordon Relief Expedition im Sudan 1884–1885 als Stabsoffizier und diente hier auch als Sonderbeauftragter bei der ägyptischen Armee. Am 1. November 1892 wurde er zum Capitain befördert und fungierte vom 20. Mai 1894 bis 21. Januar 1898 als Adjutant seines Regiments.
Vom 22. Januar 1898 bis 10. April 1899 wurde er als Service Officer der britischen Armee bei der ägyptischen Armee eingesetzt. Edward Williams diente bei der Nil-Expedition von 1898 und nahm an der Schlacht am Atbara und der Belagerung von Khartum teil. Während der Khartum-Operation unter Gordon Pascha übertrug man ihm das Kommando über das Armee-Transportkorps. Seine Tätigkeit wurde am 24. Mai und 30. September 1898 in den Depeschen der London Gazette erwähnt. Am 16. November 1898 erfolgte die Beförderung zum Major. Während der den Feldzug abschließenden Nil-Expedition stand er bei der Brigade des Colonel Kitchener und diente als stellvertretender Generaladjutant der Kordofan Field Force.
Zwischen 1899 und 1902 kämpfte Edward Williams im Zweiten Burenkrieg. Von November 1899 bis zum 19. Mai 1900 war er als Assistent im Stab von General Sir Charles Warren eingesetzt. Er beteiligte sich im Januar 1900 an den Kämpfen bei Ladysmith und an der Schlacht von Spion Kop. Im Februar 1900 nahm er an den Angriffen gegen die Höhen von Tugela teil und kämpfte auch am Pieter Hill. Von März bis Juni 1900 stand er in Natal, danach war er an militärischen Operationen im Oranje-Freistaat beteiligt. Am 20. August 1901 erreichten die von ihm befehligten Truppen das Konzentrationslager bei Klerksdorp. Von Mai bis Dezember 1900 führte er ein berittenes Infanterie-Kontingent. Zwischen dem 1. Januar 1901 und dem 25. September 1902 führte Edward Williams eine mobile Division, mit der er zwischen Mai 1901 und Mai 1902 in Transvaal operierte.
Sein älterer Bruder George Williams fiel am 25. Dezember 1901 bei Kämpfen um Tweefontein im Verband des 1st South Staffordshire Regiment. Nach Ende des Krieges wurde Edward Williams am 12. Oktober 1901 zum Brevet-Lieutenant-Colonel befördert und durch die britische Königin mit der Südafrika-Medaille und dem Distinguished Service Order ausgezeichnet.
Erst Ende Oktober 1902 änderte er in Erinnerung an seine Mutter seinen Namen von Williams auf Ingouville-Williams. Am 4. April 1903 trat er seinen Dienst im Worcestershire Regiment an, erhielt im Folgejahr am 3. März 1904 in Bloemfontein das Kommando über das 2. Bataillon des Worcestershire-Regiments und wurde am 10. März 1904 zum Lieutenant-Colonel befördert. Am 22. Oktober 1904 schiffte sich sein Verband vom Hafen Durban nach Ceylon ein und erreichte am 5. November 1904 die Stadt Colombo. 1905 wurde er zum Brevet-Colonel befördert. Das 2. Bataillon des Worcestershire Regiment verblieb bis Dezember 1906 auf Ceylon und wurde anschließend nach Bombay verlegt. Am 10. Oktober 1907 nahm das 2. Bataillon in Ahmednagar Quartier, im Januar 1908 erfolgte dessen Verlegung nach Poona.
Am 10. März 1908 wurde Ingouville-Williams zum Colonel befördert und kehrte nach England zurück. 1910 wurde er als Companion des Order of the Bath ausgezeichnet. Zwischen dem 1. März 1910 und dem 17. Juni 1912 war Ingouville-Williams Kommandant der berittenen Infanterieschule in Longmoor Camp. Als temporärer Brigadier-General kommandierte er vom 18. Juni 1912 bis zum 2. Juni 1915 die 16. Infanterie-Brigade.
Ingouville-Williams und seine Frau Florence lebten vor Kriegsausbruch in Oaklands Stakes Hill bei Cosham, Hampshire.

### Erster Weltkrieg
Mit Ausbruch des Ersten Weltkrieges führte er die 16. Infanterie-Brigade im Rahmen der 6th Division (Major-General John Lindsay Keir), die bei Saint-Nazaire an der französischen Küste landete und als Reserve an die Aisne kommandiert wurde.
Im Oktober 1914 nach Flandern verlegt, erlitten seine östlich Armentières eingesetzten Verbände schwere Verluste. Im Juni 1915 wurde Ingouville-Williams zum Generalmajor befördert und erhielt das Kommando über die neu gebildete 34. Division. Von seinen Soldaten erhielt er den Beinamen „Inky Bill“. Nach dem Training wurden seine Truppen bis Januar 1916 in die Reserve zurückgezogen und mit zwei weiteren Brigaden (102. und 103.) ausgebaut. Nach Beginn der britischen Großangriffe am 1. Juli im Brennpunkt der Schlacht an der Somme eingesetzt, wurde seine Division bis zum 19. Juli aus der Hauptkampflinie herausgezogen.
Am 22. Juli 1916 befand er sich auf einer Aufklärungsfahrt südwestlich des Waldes von Mametz nahe Montauban-de-Picardie, als er unter feindliches Artilleriefeuer geriet und getötet wurde. Er wurde 54 Jahre alt. Sein Grab befindet sich bei Warloy-Baillon, einem Dorf etwa 21 Kilometer nordöstlich von Amiens.